# So Many Dynamos
So Many Dynamos es una banda de rock proveniente de St. Louis, Misuri, Estados Unidos. Su música generalmente es clasificada como indie rock, combinando aspectos del electropop y del dance-punk. Sacaron su nombre de un famoso palíndromo. Han lanzado hasta la fecha cinco álbumes de estudio, además de algunos EP.

## Músicos

### Actuales
- Aaron Stovall - voz, guitarra (2002–presente)
- Clayton "Norm" Kunstel - batería (2002–presente)
- Nathan Bernaix - guitarra (2009–presente)
- Alison Arida - percusión (2013–presente)
- Stephen Inman - guitarra (2013–presente)

### Anteriores
- Travis Lewis - guitarra, teclados (2011-2013)
- Griffin Kay - guitarra, voz (2004–2011)
- Ryan Wasoba - guitarra, voz, teclados (2002–2009)
- Ryan Ballew - guitarra, voz (2002–2004)

## Discografía
| Nombre                                    | Año  | Formato          | Sello              |
| ----------------------------------------- | ---- | ---------------- | ------------------ |
| Are We Not Drawn Onward to New Era?       | 2003 | CD-EP            | Ambivalent Records |
| When I Explode                            | 2004 | CD               | Skrocki Records    |
| So Many Dynamos/Bring Back the Guns split | 2005 | 7"               | Discos Mariscos    |
| Flashlights                               | 2006 | CD               | Skrocki Records    |
| The Loud Wars                             | 2009 | CD               | Vagrant            |
| New Bones (single)                        | 2009 | 7"               | Vagrant            |
| Self-Titled EP                            | 2012 | Descarga Digital | Independiente      |
| Safe With Sound                           | 2015 | CD               | Independiente      |